# 九龍坳

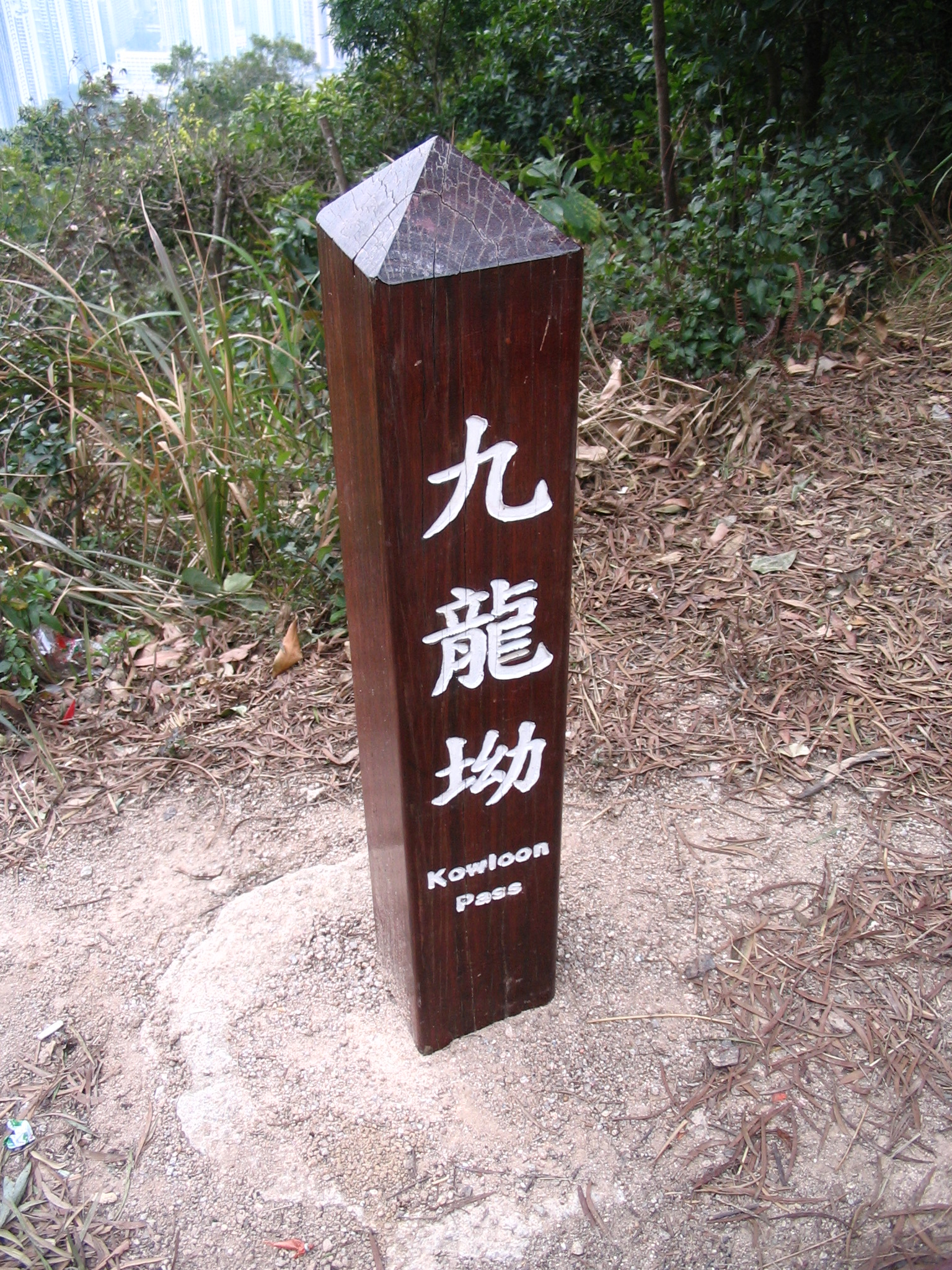
刻有「九龍坳」三字的木柱

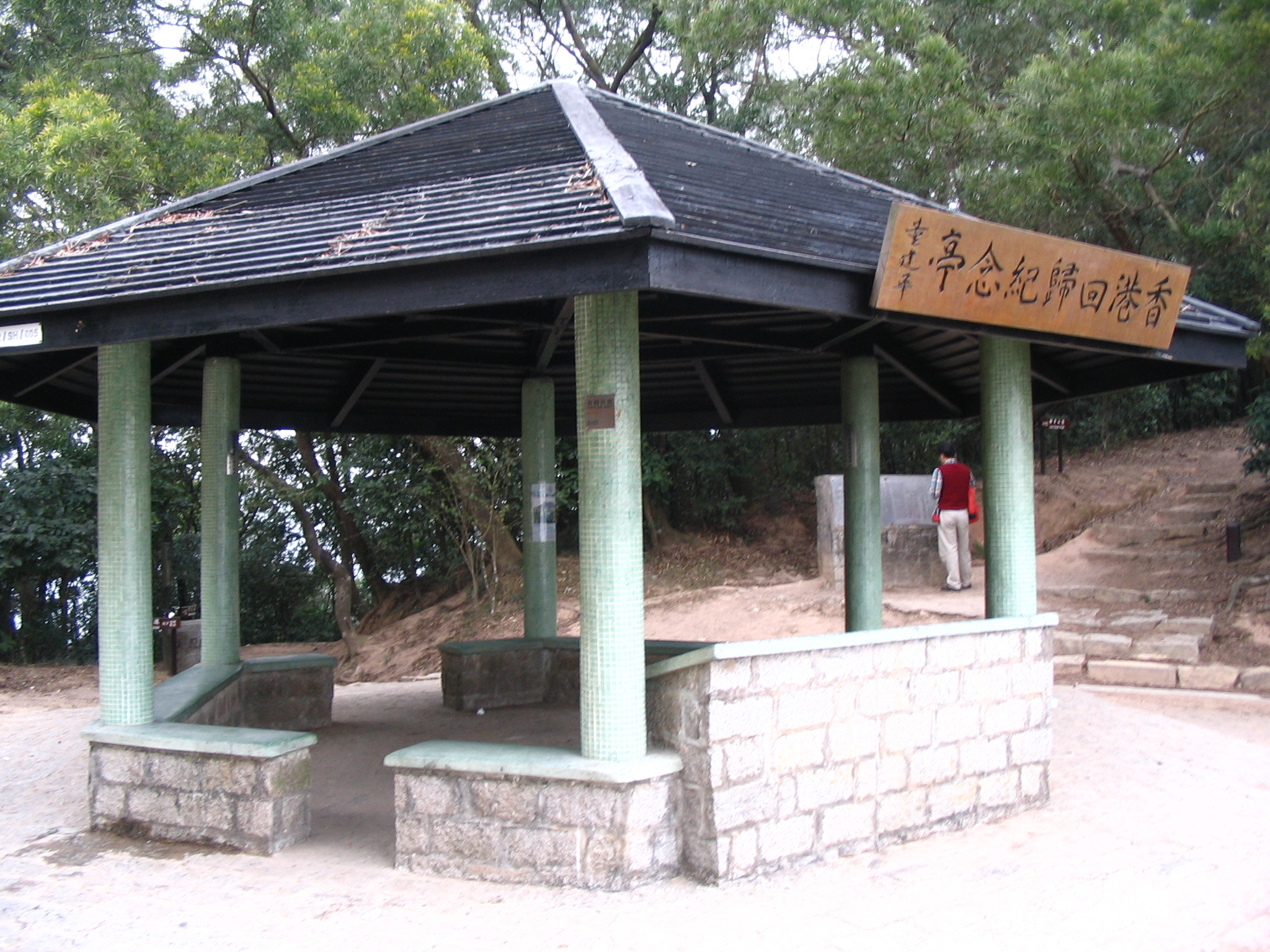
香港回歸紀念亭

九龍坳（Kowloon Pass）是香港的一個山坳，位於九龍半島北部，筆架山與獅子山之間，連接新九龍和新界。九龍坳以南為九龍塘，以北則為沙田區的徑口。在交通尚未發達的時代，九龍坳與其東面的沙田坳，都是往來九龍與沙田間的交通要道。目前，山下有獅子山隧道穿過。
1997年，漁農自然護理署將九龍坳一座避雨亭改建成香港回歸紀念亭，以紀念香港主權移交，亭上更有時任香港行政長官董建華的題字。